# Zaak-De Pauw

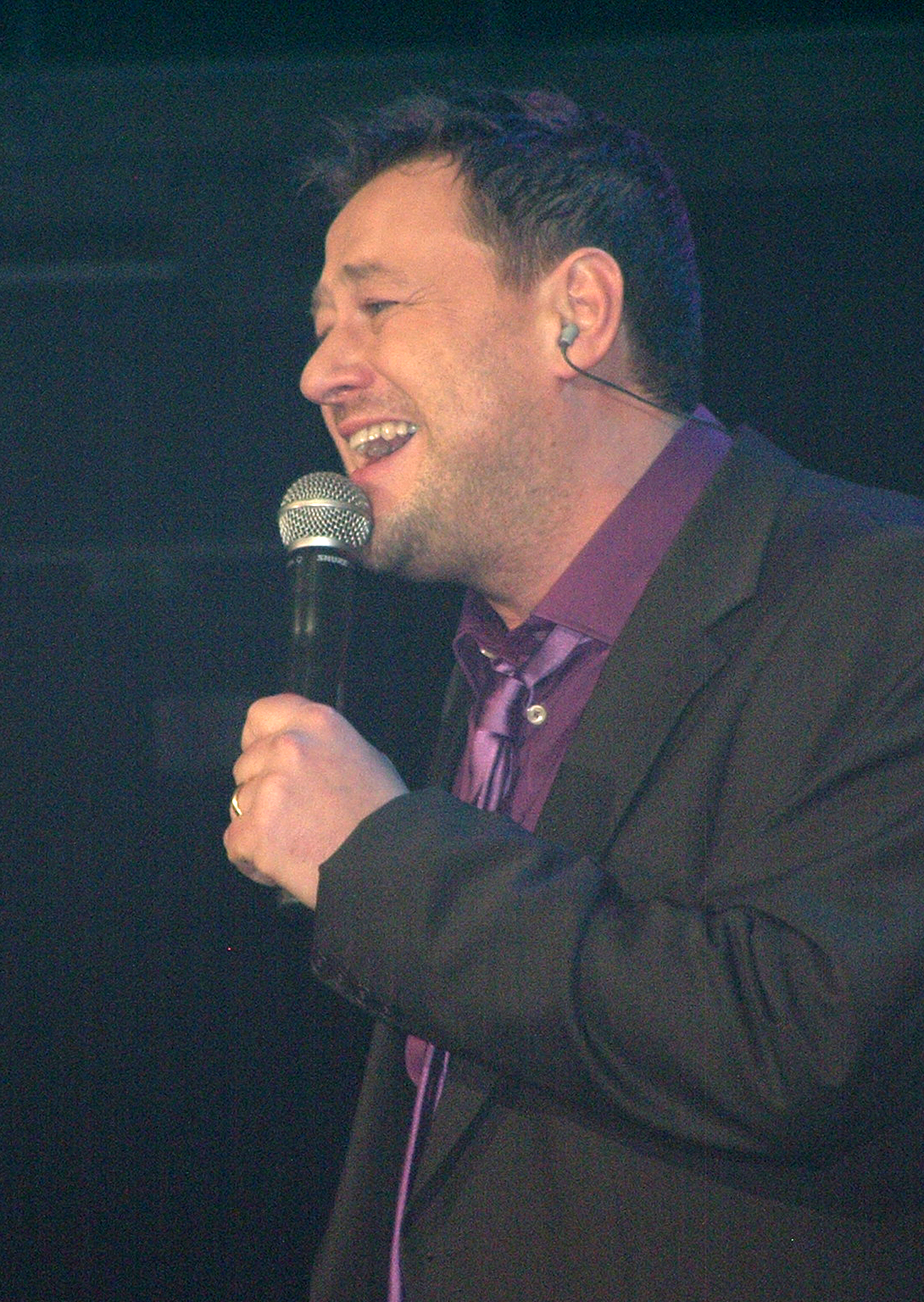
Bart De Pauw

De zaak-De Pauw is een Belgische strafzaak waarin acteur en tv-maker Bart De Pauw schuldig werd bevonden aan belaging en elektronische overlast. Nadat verschillende vrouwen in 2017 bij de VRT melding hadden gemaakt van grensoverschrijdend gedrag dat door hem was gepleegd, zette de zender de samenwerking met De Pauw stop. 
Op het strafproces stelden negen vrouwen zich burgerlijke partij, terwijl vier anderen door het parket eveneens als mogelijk slachtoffer werden beschouwd. Zelf sprak De Pauw van een karaktermoord door de VRT en eiste hij in een civiele procedure twaalf miljoen euro schadevergoeding. 
De correctionele rechtbank van Mechelen veroordeelde hem in 2021 tot een voorwaardelijke gevangenisstraf van zes maanden. Noch De Pauw, noch het parket, noch de slachtoffers gingen in beroep tegen dit vonnis.

## Geschiedenis

### Meldingen
Na een oproep van de VRT aan medewerkers om in verband met de #MeToo-beweging ongewenst gedrag te melden, trokken verscheidene vrouwen aan de bel over het gedrag van De Pauw. Dit gedrag zou zich hebben geuit in de vorm van, mede gezien de machtsrelatie, ongepaste sms'en en stalking. De eerste meldingen gingen tot 10 jaar terug. 
Naar aanleiding van de meldingen besloot de VRT begin november 2017 om de samenwerking met De Pauw onmiddellijk te beëindigen en zijn exclusiviteitscontract niet te verlengen. Zo werd het goedlopende programma Twee tot de zesde macht per direct opgeschort.

### Reactie van De Pauw
De Pauw besloot te communiceren over de zaak en de beëindiging van de samenwerking met de VRT. Hij deed dit op 9 november 2017 in een videoboodschap, waarvoor hij werd bijgestaan door een crisiscommunicatiebureau. In de boodschap had hij het over anonieme getuigenissen.
Deze week heeft de VRT-directie mij te kennen gegeven dat zij de samenwerking na dertig jaar met mij onmiddellijk stop zetten. De enige reden die zij daar voor geven is dat in de nasleep van de #MeToo-campagne een aantal anonieme meldingen zijn binnengelopen rond mijn persoon. Anonieme meldingen omtrent mijn gedrag of hoe ik met mijn medewerkers omga. De vertrouwenspersoon van de VRT heeft voor alle duidelijkheid laten weten dat het niet gaat over fysieke aanrandingen, maar vooral om sms-verkeer met flirterige toon. Er werd op een bepaald moment ook gewag gemaakt van stalking.— De Pauw in zijn videoboodschap
Enkele dagen later bood hij bij monde van zijn advocaat excuses aan. Hij liet weten dat hij tot inzicht was gekomen dat zijn speelse of flirterige manier van omgaan niet door iedereen gesmaakt wordt, hij excuseerde zich bij iedereen die zich door hem geïntimideerd zou hebben gevoeld en hij beloofde dat dat niet meer zou gebeuren. De advocate van de vrouwen reageerde dat ze liever gewone excuses hadden gekregen, zonder de insinuatie dat ze zijn "speelse en flirterige manier" fout hadden aangevoeld.

### Verklaarde slachtoffers
De vrouwen die De Pauw beschuldigden wensten eerst anoniem te blijven. Begin 2018 kreeg De Pauw kennis van hun identiteit tijdens zijn verhoor. In januari 2021 traden negen van de dertien vrouwen naar buiten na een perslek:
- Maaike Cafmeyer, actrice[11]
- Cathérine Ongenae, journaliste
- Liesa Naert, actrice
- Dymphne Poppe, programmamaker
- Ellen Lloyd, kleedster
- Lize Feryn, actrice
- Ella-June Henrard, actrice
- Jenka Van de Voorde, stagiaire en programmamaker
- Helena De Craemer, stagiaire

Vier onbekende vrouwen stelden zich geen burgerlijke partij, maar lieten getuigenissen optekenen die in het strafdossier worden gebruikt. Ook over de zaak waarin zij betrokken waren volgde een uitspraak.

### Gerechtelijk onderzoek
Het parket begon in november 2017 op eigen initiatief met een gerechtelijk onderzoek. Er werd een huiszoeking uitgevoerd bij de VRT, waar de verzegelde verklaringen die de vrouwen hadden afgelegd aan de preventieadviseur, werden meegenomen. De vrouwen hadden op dat moment geen strafklacht ingediend, wat niet vereist was omdat belaging niet langer een klachtmisdrijf is. Hun advocate Christine Mussche betreurde dat het strafonderzoek de anonimiteit van de vrouwen doorbrak. Volgens haar hadden de meldingen alleen tot doel gehad dat De Pauw discreet tot de orde zou worden geroepen en zijn gedrag zou stoppen, niet dat hij zou worden opzijgeschoven.
Bij zijn verhoor in januari 2018 werd De Pauw op de hoogte gebracht van hun identiteit, hoewel hij bleef spreken van anonieme klachten. Hij startte een procedure om ook inzage te krijgen in de verzegelde verklaringen. Uiteindelijk weigerde de kamer van inbeschuldigingstelling dat op 17 mei 2019 op grond van het beroepsgeheim van de preventieadviseur.
Terwijl het onderzoek liep, werd een voorstel tot bemiddeling op tafel gelegd. De advocaten van de slachtoffers stelden voor om in ruil voor publieke excuses en een schadevergoeding het proces af te wenden, maar De Pauw weigerde.
Midden mei 2020 vroeg het parket van Mechelen om het dossier te behandelen op de correctionele rechtbank. Vanaf 8 september 2020 lag de zaak voor de raadkamer, die de zaak doorverwees.

### Strafproces
De strafzaak begon op 14 januari 2021 met een eerste zittingsdag voor de correctionele rechtbank. Negen vrouwen bleken een aanklacht tegen De Pauw te hebben ingediend. Vier anderen werden door het parket eveneens als slachtoffer beschouwd. De advocaat van De Pauw eiste tijdens deze eerste zitting opnieuw inzage in het verzegelde verslag van de preventieadviseur van de VRT, met de initiële getuigenissen. Volgens de advocaat was er "geen materieel bewijs van die verklaringen, geen sms’en, enkel twee verklaringen". In een tussenvonnis van 11 februari 2021 wees de rechtbank deze eis af. De rechtbank zal ook geen inzage hebben en voor een eventuele veroordeling speelt het document dus geen rol.
Tijdens de terechtzitting op 13 en 14 oktober eiste de openbaar aanklager één jaar voorwaardelijke gevangenis. Hij stelde dat De Pauw vanuit een gezagsrelatie de rust van de betrokken vrouwen ernstig verstoord had en nauwelijks schuldinzicht betoonde.
Op 25 november 2021 werd Bart De Pauw door de correctionele rechtbank van Mechelen veroordeeld tot een voorwaardelijke gevangenisstraf van zes maanden voor belaging (stalking) en elektronische overlast. Belaging werd bewezen geacht tegenover vijf van de dertien vrouwen, elektronische overlast werd ook bewezen geacht tegenover een van hen.

### Schade-eis tegen de VRT
In oktober 2020 verklaarde De Pauw dat hij een schadevergoeding van 12 miljoen euro eiste van de VRT. Hij beweerde dat de omroep zijn reputatie zou vernietigd hebben, en wenste vergoeding voor het inkomensverlies veroorzaakt doordat het exclusief schermcontract werd stopgezet, en de projecten met zijn productiehuis Koeken Troef! werden opgeschort voor de producties waarbij hij betrokken was. Voor deze schadevergoeding is een tweede proces gestart.
Op het ogenblik van de feiten liep het schermcontract nog minder dan twee maanden. De verlenging ervan voor 2018-2021, die in bespreking was, kwam er niet. De losse samenwerking met Koeken Troef! bleef wel doorgaan, zij het zonder Bart De Pauw als schermgezicht. Zo werd de quiz Twee tot de zesde macht uitgezonden met Jeroen Meus als presentator.
Op 10 oktober 2022 velde de burgerlijke rechtbank van Brussel een vonnis dat de eis van De Pauw afwees. De rechtbank beoordeelde zijn gedrag als "een volkomen onaanvaardbare vorm van machtsmisbruik en grensoverschrijdend gedrag" in de professionele sfeer en stelde dat hij in zijn respons aan de VRT "geen schuldinzicht bleek te vertonen en niet bereid bleek enige verantwoordelijkheid te nemen". Om de veiligheid van haar medewerkers te verzekeren tegenover deze zwaarwichtige feiten had de VRT de plicht om Bart De Pauw direct te verwijderen. Voorts kreeg de omroep provisoir een euro schadevergoeding toegekend wegens reputatie- en imagoschade.

## Media
De zaak wordt in de Vlaamse media gekaderd binnen de #MeToo-beweging. HLN omschrijft de zaak-De Pauw als een symbooldossier. De Standaard roept het uit tot Vlaanderens eerste #MeToo-proces. Omdat de zaak zoveel werd uitgelicht in de media, sprak de De Morgen van een soap zonder voorgaande.
In 2018 in het programma Nieuwsjagers op zender VIER verscheen een documentaire over de berichtgeving in de zaak-De Pauw.
In oktober 2020 sprak De Pauw van een dubbele standaard in de media toen bij het uitlekken van naaktfoto's van bekende Vlamingen de VRT een platform gaf om hen te verdedigen. De vrouwen die De Pauw aanklaagden hebben hierop verbaasd gereageerd. Bij monde van Liesbet Stevens, voorzitster van het Instituut voor de Gelijkheid van Vrouwen en Mannen, wezen ze erop dat De Pauw steeds zijn pleidooi via de media voert in plaats van in alle sereniteit in de rechtbank.
Het programma Telefacts NU op VTM bracht op 4 februari een reportage over de zaak-De Pauw, waarin de beëindiging van zijn samenwerking met de VRT centraal stond. De slachtoffers hadden er niet aan meegewerkt, volgens hun advocaten uit respect voor het gerecht. Er kwam kritiek dat de reportage eenzijdig was. Ook werden vragen gesteld bij het feit dat Koeken Troef! enkele weken voor de uitzending voor het eerst een contract had gesloten om een programma te maken voor VTM. Woestijnvis verzette zich dan weer tegen het wederrechtelijk gebruik van beeldfragmenten in de reportage, waarop VTM ze offline haalde.
Tess Uytterhoeven (Woestijnvis) maakte voor streamingplatform Streamz de documentaire Het proces dat niemand wou, waar enkel de slachtoffers aan het woord kwamen. Bart De Pauw wenste hier niet aan mee te werken. De documentaire werd vanaf 27 maart 2024 uitgezonden op VRT CANVAS.
Op 16 april 2024 gaf Bart De Pauw voor het eerst in zeven jaar een interview in de talkshow De Tafel van Gert.